# 가스가촌 (오사카부)
가스가촌(일본어: 春日村)은 일본 오사카부 시마시모군·미시마군에 설치되었던 촌이다. 현재의 이바라키시 남서부에 해당한다.

## 역사
- 1889년 4월 1일 - 정촌제 시행에 의해 시마시모군 가스가촌이 성립하였다.
- 1896년 4월 1일 - 미시마군이 성립해, 소속이 변경되었다.
- 1948년 1월 1일 - 이바라키정, 미시마촌, 다마쿠시촌과 합병해 이바라키시가 성립하여, 동일 가스가촌은 폐지되었다.

## 교통

### 도로
현재는 구촌역을 메이신 고속도로가 통과하지만, 당시는 미개통.

## 참고문헌
- 角川日本地名大辞典 27 大阪府